# Associated Artists Productions
Associated Artists Productions (a.a.p.) fue un distribuidor de películas cinematográficas y cortometrajes para la televisión. A través de adquisiciones, a.a.p. se plegó más tarde en los United Artists, con su biblioteca, finalmente, pasar a Hearst Entertainment, ahora parte de Hearst Communications.

## Historia

### Associated Artists
Associated Artists fue fundada en 1948 por Eliot Hyman. Se maneja con la sindicación de 500 películas, incluyendo las bibliotecas de Republic Pictures y Robert Lippert, pero pronto entró en ambas compañías de distribución de televisión. También sirvió para Monogram Pictures y Producers Releasing Corporation.
En 1951, Hyman vendió la compañía a Lansing Foundation de David Baird después a Motion Pictures for Television (MPTV), donde Hyman sirvió como consultor. Hyman también se convirtió en un socio en la Mouline Production, productora de Moby Dick, mientras que participaba en la financiación y la producción de otras películas y proyectos de televisión.

### Associated Artists Productions
En julio de 1954, Hyman puso en marcha otra empresa de distribución de televisión que utiliza el nombre Associated Artists, Associated Artists Productions, con su compra de los derechos de sindicación a las películas de Universal de Sherlock Holmes con MPTV. Su hijo Ken sirvió como vicepresidente. Associated también adquirió la distribución derecho a Johnny Jupiter, Candid Camera, 13 largometrajes de Artcinema Associates, 37 películas del Oeste y 3 seriales.
En 1956 la compañía fue refinanciada y su nombre cambió a Associated Artists Productions Corp. (a.a.p.). Lou Chesler PRM, Inc. cerró la adquisición de toda la biblioteca de pre-1950 propiedad de Warner Bros. Pictures en junio de 1956 por $ 21 de millones de dólares con a.a.p. y su filial teatral Dominant Pictures manejo de las ventas de distribución.
a.a.p. también han comprado los dibujos animados de Popeye de Paramount Pictures en junio de 1956.
Para diciembre de 1957 el control de a.a.p. habían ido a la Corte Suprema de Nueva York entre las partes de a.a.p., National Telefilm Associates, y el grupo accionista minoritario Harris.

### United Artists Associated
La compañía fue adquirida por United Artists (UA) en 1958 con UA prestado la cantidad total de $ 27 de millones de dólares de Fabricantes de confianza con accionistas de a.a.p. que necesitaban dinero en efectivo rápidamente. La compra de a.a.p. vino con cuentas pendientes de cobro importante a cobrar en torno al precio de compra. La división resultante se denominó United Artists Associated, Inc. (u.a.a.). Se llegó a un acuerdo para la distribución de Beany and Cecil internacionalmente. Con programas para los niños de Looney Tunes/Merrie Melodies y Popeye, u.a.a. tomó un vistazo a una serie de cortos en la biblioteca de a.a.p./pre-1950 WB que hizo un programa para los niños en un grupo llamado The Big Mac Show.

## Derechos de distribución
El material de a.a.p. comprado a Warner Bros. Pictures incluyó todas sus funciones producidas y distribuidas por Warner Bros. antes de 1950 (Warner Bros. retienen los derechos de dos películas de 1949 que sólo distribuye), e incluyó también fue la película Chain Lightning (producida en 1949 y lanzado en 1950). Warner Bros. destruyó muchos de sus negativos en la década de 1940 y 1950 debido al nitrato de película pre-1933 que estaba en descomposición. También se incluyeron los temas cortos de acción real publicados antes del 1 de septiembre de 1948.
La biblioteca de dibujos animados incluye cada corto a color de Looney Tunes y Merrie Melodies lanzado antes del 1 de agosto de 1948 y todas las Merrie Melodies producidos por Harman-Ising Pictures desde 1931 hasta 1933, excepto Lady, Play Your Mandolin!  (1931). El restante en blanco y negro hechas por  Merrie Melodies en 1933 y 1934, y los Looney Tunes en blanco y negro ya fueron vendidos en Sunset Productions. El exdirector de dibujos animados de Warner, Bob Clampett, fue contratado para catalogar la biblioteca de dibujos animados de Warner. Esta compra, y los dibujos animados de Popeye, dieron a la biblioteca de a.a.p. más de 568 cortos de dibujos animados teatrales, lo que sería básicos en la televisión infantil durante muchos años. 
Para las producciones de Warner Bros., a.a.p. simplemente inserta su logotipo en el principio de la película. Para los dibujos animados de Popeye, a.a.p. eliminado todos los logotipos y las menciones de Paramount de las impresiones de Popeye que distribuyen, ya que Paramount no quería ser asociado con la televisión en ese momento. El resultado final fue que la nueva a.a.p. se efectuaron tarjetas de título para encubrir los originales de Paramount, tanto en los dibujos animados en blanco y negro y en color. Sin embargo, como dibujos animados de Popeye estaban todavía en producción en el momento de la venta, en 1956, tarjetas de título que llevan la línea de derechos de autor (es decir, Copyright © MCMXL por Paramount Pictures, Inc. Todos los derechos reservados) se dejaron intactos. En los últimos años, debido a los esfuerzos de Hearst Corporation., las referencias Paramount han sido restaurados a los dibujos animados.

## Archivo de películas
En 1969, el United Artists Corporation presentó a la Biblioteca del Congreso de la pre sobreviviente primer material impreso de la biblioteca de películas pre-1950 de Warner Bros. (incluyendo la biblioteca First National). La colección contiene 200 características silenciosas (1918-29), 800 funciones de sonido (1926-50), 1.800 pantalones cortos de sonido (1926-48), y Looney Tunes y Merrie Melodies cortos antes de agosto de 1948. Mientras que consiste en gran parte de los estrenos de Warner Brothers, la colección incluye cerca de doscientas funciones de sonido dadas a conocer por el monograma Pictures Corporation y una serie de dibujos animados de Popeye producidos por Fleischer Studios. La mayoría de las imágenes en movimiento existen en los negativos originales de cámara blanco y negro / Technicolor. La Biblioteca es la conversión de la película de nitrato al acetato de stock de seguridad y ha obtenido impresiones de referencia para los setenta de los más conocidos características Warner Brothers, como Gold Diggers of 1935 (1935), High Sierra (1941), Soy un fugitivo (1932), The Jazz Singer (1927), y Little Caesar (1931). No hay películas United Artists (como James Bond, la franquicia de la Pantera Rosa y otros) en la United Artists Unidas. Los primeros cortos de Vitaphone sonido sincronizado se carece de disco que acompaña el sonido.
Grabados adicionales se han añadido a la colección, que van desde "rechazar grano fino positivos master" (copias realizadas para la conservación, pero se considera inadecuada) adecuada para uso de referencia, al espumoso impresiones de 35 mm reservados para la proyección teatral. United Artists también donó 16 mm impresiones de la mayor parte de las películas de Warner Bros. y el monograma para el Centro de Wisconsin para la Investigación de Cine y Teatro, como Mis cuatro años en Alemania (1918), Director de orquesta 1492 (1924), Midnight Lovers (1926) y Joe Palooka en Triple Cross (1950).
Los títulos y participaciones se enumeran en los diversos B / M / RS catálogos. Hay una serie de libros de referencia publicados sobre películas de Warner Bros.  Los derechos de autor siguen en vigor para la mayoría de las películas de esta colección; una restricción de donantes también se aplica. United Artists ha pasado por varias manos, pero la propiedad actual de este material reside con Turner Entertainment Co.
Algunas de las primeras películas de Warner Bros. no es donado a la Biblioteca del Congreso y Wisconsin para la Investigación de cine y teatro, los United Artists donó la mayoría de las películas a la preservación otras películas o coleccionista privado, como Sólo Otro Rubio (1926) donó la impresión de Hampton.

## Titularidad de las propiedades
Metro-Goldwyn-Mayer adquirió United Artists (junto con la biblioteca a.a.p.) desde Transamerica Corporation en 1981 y se convirtió en MGM/UA Entertainment Co.
Turner Broadcasting System (a través de Turner Entertainment Co.) se hizo cargo de la biblioteca en 1986 después de la adquisición de corta vida de Ted Turner, de MGM/UA. Cuando Turner vendió de nuevo la unidad de producción de MGM/UA, se mantuvo la biblioteca de MGM, incluyendo partes seleccionadas de la biblioteca a.a.p. (limitado a las películas de Warner Bros. y los dibujos animados de Popeye), para su propia compañía. Las películas del monograma de 1936-1946 no fueron incluidos con la compra, por lo que algunas de estas películas se mantienen con MGM.
Las bibliotecas de cine Warner Bros. se reunieron cuando Time Warner, empresa matriz del estudio desde la fusión en 1990 de Time Inc. y Warner Communications (anteriormente Kinney National Company), y que se compró a Turner en 1996. Turner conserva los derechos de autor a la antiguas propiedades de a.a.p., mientras que Warner maneja su distribución. 
UA alquiló inicialmente derechos de vídeo a su biblioteca (incluyendo la biblioteca a.a.p.) para Magnetic Video, la primera empresa de vídeo doméstico. Magnetic video fue vendido a la 20th Century Fox en 1981, convirtiéndose en la 20th Century Fox Video. 
En 1982, Fox y CBS formaron CBS/Fox Video, que continúa con la distribución de la biblioteca de UA/a.a.p. con licencia de MGM/UA Home Video hasta que los derechos se revirtió a MGM/UA. Después de la compra de la biblioteca de MGM/UA de Turner, MGM/UA Home Video siguió distribuyendo las películas en vídeo bajo licencia hasta 1999, cuando los derechos se transfirieron a Warner Home Video.